# Горан Сугарески
Горан Сугарески (на македонска литературна норма: Горан Сугарески) е политик, министър на транспорта и комуникациите на Република Македония от 1 юни 2017 г.

## Биография
Роден е на 3 август 1973 г. в Прилеп. Завършва Правния факултет на Скопския университет. Там по-късно завършва магистратура по политически науки. От 2000 до 2003 е общински съветник в община Прилеп. Между 2003 и 2008 е комунален инспектор в общината. В периода 2008 – 2016 г. е депутат в Събранието на Република Македония. Като депутат е член на парламентарната делегация за сътрудничество с НАТО, в комисиите за въпроси относно изборите и назначения, за отбраната и сигурност и законодателно-правната комисия. Бил е заместник-член на Комисията за земеделието, гори и водно стопанство. Между 2013 и 2015 г. е заместник-координатор на парламентарната група на Социалдемократическия съюз на Македония, а после и координатор на групата.